# Aurel Spătan (Spătariu)
Aurel Spătan (Spătariu) (n. 10 octombrie 1860, Groși, comitatul Arad, Regatul Ungariei – d. 10 noiembrie 1932, Sacu, Regatul României) a fost un preot român, practicant de notar și delegat la Marea Adunare Națională de la Alba Iulia din 1 decembrie 1918.

## Biografie
Aurel Spătan a studiat la Școala Normală din Arad și la Institutul Teologic din Arad. Până în 1929, Aurel Spătan a fost preot și practicant de notar la Sacu.

## Activitate politică
A înființat Garda Națională din Sacu. A fost delegat  la Marea Adunare Națională de la Alba Iulia din 1 decembrie 1918 ca reprezentant al Cercului Zorlențul Mare din județul Caraș-Severin.